# Parco nazionale Qausuittuq
Il parco nazionale Qausuittuq (in inglese Qausuittuq National Park) è un parco nazionale situato nel Nunavut, in Canada.